# Rhipidoglossum ochyrae
Rhipidoglossum ochyrae är en orkidéart som beskrevs av Dariusz Lucjan Szlachetko och Tomasz Sebastian Olszewski. Rhipidoglossum ochyrae ingår i släktet Rhipidoglossum och familjen orkidéer.
Artens utbredningsområde är Kamerun. Inga underarter finns listade i Catalogue of Life.